# Studioul M. Gorki
Studioul de filme M. Gorki (în rusă Киностудия им. М. Горького) este una din cele mai mari instituții cinematografice din Moscova. De la constituirea Uniunii Sovietice, mai mult de 1000 de filme au fost produse aici, unele devenind filme clasice, premiate la diferite festivaluri internaționale de film.

## Filmografie selectivă
- 1936 Privighetoarea (Соловей-Соловушко), regia Nikolai Ekk / primul film color sovietic
- 1948 Tânăra gardă (Молодая гвардия / Molodaia gvardia), regia Serghei Gherasimov
- 1951 Medicul de țară (Сельский врач / Selski vraci), regia Serghei Gherasimov
- 1952 Orice naș își are nașul (На всякого мудреца довольно простоты / Na vsiakogo mudreța dovolno prostotî), regia Anatoli Dormenko și Vladimir Suhobokov
- 1953 Descoperirea misterioasă (Таинственная находка / Tainstvennaia nahodka), regia Boris Buneev
- 1956 Prea târziu (Разные судьбы / Raznîe sudbî), regia Leonid Lukov
- 1960 Cenușăreasa (film-balet din 1960) (Хрустальный башмачок / Hrustalnîi bașmaciok), regia Aleksandr Rou și Rostislav Zaharov
- 1962 Casa de la răscruce (На семи ветрах / Na semi vetrah), regia Stanislav Rostoțki
- 1962 Oameni și fiare (Люди и звери / Liudi i zveri), regia Serghei Gherasimov
- 1965 Hiperboloidul inginerului Garin	(Гиперболоид инженера Гарина / Ghiperboloid injenera Garina), regia Aleksandr Ghințburg
- 1966 Inimă de mamă (Серце матері), regia Mark Donskoi, cu Elena Fadeeva
- 1966 Lampa lui Aladin (Волшебная лампа Аладдина / Volshebnaia lampa Aladdina), regia Boris Rîțarev
- 1967 Bela (Герой нашего времени / Gheroi nașego vremeni), regia Stanislav Rostoțki
- 1975 Fiice și mame (Дочки-матери / Dociki-materi), regia Serghei Gherasimov
- 1977 Albul Bim - Ureche neagră (Белый Бим Чёрное ухо), regia Stanislav Rostoțki
- 1979 A patra înălțime (Четвёртая высота), regia Igor Voznesenski
- 1979 Valsul absolvenților (Школьный вальс), regia Pavel Liubimov
- 1981 Pâine, aur, nagan (Хлеб, золото, наган), regia Samvel Gasparov
- 1981 Fericire de țigan (Цыганское счастье), regia Serghei Nikonenko
- 1981 Pâine, aur, nagan (Хлеб, золото, наган), regia Samvel Gasparov
- 1981 Pe cer „vrăjitoarele npții” (В небе «ночные ведьмы»), regia Evghenia Jigulenko
- 1983 Confruntarea decisivă (Приступить к ликвидации), regia Boris Grigorev